# Ali Khalife
Ali Khalife (geb. 10. Januar 2001 in Berlin, Deutschland) ist ein deutscher American-Football-Spieler auf der Position des Runningback. Er ist deutscher Nationalspieler und steht seit Dezember 2023 bei Berlin Thunder in der European League of Football (ELF) unter Vertrag.

## Karriere
Ali Khalife spielte seit 2013 in der Jugend der Berlin Adler, wo er als Wide Receiver eingesetzt wurde. Ab 2021 spielte er in der Herrenmannschaft der Adler und gewann mit diesen die Meisterschaft der GFL2 Nord und damit den Aufstieg in die GFL1. 2022 wurde er in den Kader der deutschen Nationalmannschaft berufen.
Khalife wechselte 2023 in die European League of Football und wurde als bezahlter Import-Spieler von den Milano Seamen verpflichtet. In dieser Saison wurde er von der Liga als Offensive Rookie of the Year ausgezeichnet.

## Statistiken
| European League of Football     |               |    |    |     |      |   |    |    |    |     |   |   |    |
| 2023                            | Milano Seamen | 11 | 98 | 387 | 3,95 | 3 | 67 | 28 | 32 | 196 | 7 | 4 | 19 |
| ELF Gesamt                      | ELF Gesamt    | 11 | 98 | 387 | 3,95 | 3 | 67 | 28 | 32 | 196 | 7 | 4 | 19 |
| Quellen: sportsmetrics.football |               |    |    |     |      |   |    |    |    |     |   |   |    |

## Trivia
Ali Khalifes älterer Bruder Ahmad ist ebenfalls Runningback. Beide spielten lange gemeinsam bei den Adlern. Ahmad Khalife spielt inzwischen ebenfalls in der ELF, bei Berlin Thunder.